# Tunnel de Saint-Béat
Le tunnel de Saint-Béat est un tunnel situé à Saint-Béat-Lez dans le département de la Haute-Garonne et emprunté par la route nationale 125.

## Histoire
Situé sur la route nationale 125 les travaux de construction du tunnel ont commencé en 2013 pour une mise en service le 3 mai 2018.

## Caractéristiques
D'une longueur de 1 066 m, il est constitué d'un tube bidirectionnel avec deux voies de circulation. Il facilite l'accès au Val d'Aran et la haute vallée de la Garonne.
Son accès est gratuit.

## Véhicules
Le tunnel est une route à accès réglementé, et est donc interdit aux piétons, aux vélos, aux cyclomoteurs, aux véhicules agricoles, aux voiturettes et aux cavaliers, mais également aux véhicules de plus de 4,3 mètres.
La vitesse y est limitée à 70 km/h et les véhicules doivent maintenir une distance de sécurité de 80 mètres.

## Surveillance
Un centre d'ingénierie et de gestion du trafic (CIGT) basé à Saint-Paul-de-Jarrat en Ariège près du tunnel de Foix surveille les accès et l'intérieur du tunnel en permanence.

## Critiques
Le tunnel est critiqué car il aboutit, depuis sa construction, à un cul-de-sac, la route en continuité n'ayant jamais été construite.
Il est également critiqué pour ses fermetures inopinées très régulières,.